# Вудс, Майкл
Майкл Вудс (англ. Michael Woods; род. 12 октября 1986 в Оттаве, Канада) — канадский профессиональный шоссейный велогонщик, выступающий за профессиональную континентальную команду «Israel Start-Up Nation».

## Карьера
В детстве мечтал о карьере хоккеиста. Затем занялся лёгкой атлетикой, в которой добился определённых успехов: установил национальный рекорд Канады среди юниоров на дистанциях в одну милю и 3000 метров, завоевал «золото» в забеге на 1500 метров на Панамериканском чемпионате по лёгкой атлетике среди юниоров в 2005 году. В 2007 получил травму левой ноги, в связи с которой прекратил активные выступления на легкоатлетической арене. Программа восстановления спортсмена включала в себя и езду на велосипеде. После восстановления принял решения связать свою последующую карьеру именно с велоспортом. Выступления на профессиональном уровне начал в возрасте 27 лет в 2013 году в составе Garneau-Quebecor. В 2016 перешёл в состав Cannondale.

## Достижения
2015
1-й Классика Лоле
2-й Тур Юты
1-й Этап 5
2-й Классика Филадельфии
1-й Этап 5 Тур Гилы
2016
2-й Милан — Турин
5-й Тур Даун Андер
2017
2-й Гран-при Мигеля Индурайна
7-й Вуэльта Испании
9-й Льеж — Бастонь — Льеж
2018
1-й Этап 17 Вуэльта Испании
2-й Льеж — Бастонь — Льеж
3-й  Чемпионат мира — Групповая гонка
4-й Джиро дель Эмилия
4-й Тре Валли Варезине
9-й Тур Юты
2019
3-й Херальд Сан Тур
1-й на этапе 2
5-й Льеж — Бастонь — Льеж
6-й Вуэльта Каталонии
7-й Тур Даун Андер

## Статистика выступлений

### Чемпионаты
| Соревнование     | Соревнование   | 2012 | 2013 | 2014 | 2015 | 2016 | 2017 | 2018 | 2019 |
| ---------------- | -------------- | ---- | ---- | ---- | ---- | ---- | ---- | ---- | ---- |
| Олимпийские игры | Групповая      | —    | н/д  | н/д  | н/д  | 55   | н/д  | н/д  | н/д  |
| Чемпионат мира   | Групповая      | —    | —    | НФ   | 94   | —    | —    | 3    |      |
| Чемпионат Канады | Индивидуальная | —    | —    | 14   | —    | 14   | —    | —    |      |
| Чемпионат Канады | Групповая      | 21   | 11   | 4    | 8    | —    | —    | —    |      |

### Многодневки
| Гранд-туры          |      |      |      |      |
| Гонка               | 2016 | 2017 | 2018 | 2019 |
| Джиро д'Италия      | —    | 38   | 19   |      |
| Тур де Франс        | —    | —    | —    |      |
| Вуэльта Испании     | —    | 7    | 34   |      |
| Многодневки         |      |      |      |      |
| Гонка               | 2016 | 2017 | 2018 | 2019 |
| Париж — Ницца       | —    | 54   | —    | —    |
| Тиррено — Адриатико | —    | —    | —    | —    |
| Вуэльта Каталонии   | 18   | 37   | 79   | 6    |
| Тур Страны Басков   | 53   | 12   | 29   | —    |
| Тур Романдии        | —    | —    | —    | 10   |
| Критериум Дофине    | —    | —    | —    |      |
| Тур Швейцарии       | —    | 26   | —    |      |

### Однодневки
| Монументальные        | 2016 | 2017 | 2018 | 2019 |
| --------------------- | ---- | ---- | ---- | ---- |
| Милан — Сан-Ремо      | —    | —    | —    | —    |
| Тур Фландрии          | —    | —    | —    | —    |
| Париж — Рубе          | —    | —    | —    | —    |
| Льеж — Бастонь — Льеж | —    | 9    | 2    | 5    |
| Джиро ди Ломбардия    | 31   | —    | 13   |      |

| —  | Не участвовал  |
| НФ | Не финишировал |